# Sergio Bertoni
Sergio Carlo Enrico Bertoni (* 23. September 1915 in Pisa; †  15. Februar 1995 in La Spezia) war ein italienischer Fußballspieler und -trainer.

## Karriere
Sergio Bertoni begann seine Karriere in seiner Heimatstadt bei Pisa Calcio, wo er von 1932 bis 1938, zuerst in der Prima Divisione und später in der Serie B, spielte. 1936 nahm er mit der italienischen Nationalmannschaft an den Olympischen Sommerspielen in Berlin teil. Dort gewann Bertoni durch einen 2:1-Sieg im Finale gegen Österreich die Goldmedaille. Zwei Jahre später stand Sergio Bertoni, nachdem er in der Saison 1937/38 in 30 Serie-B-Spielen 22 Tore für Pisa erzielt hatte, auch bei der Weltmeisterschaft in Frankreich im Kader der Italiener. Obwohl er kein einziges Spiel bei diesem Turnier absolvierte, feierte er mit der von Vittorio Pozzo trainierten Mannschaft den Gewinn des WM-Titels.
Nach dem WM-Sieg wechselte Sergio Bertoni, mittlerweile als eines der größten Talente des italienischen Fußballs und möglicher Nachfolger von Giuseppe Meazza angesehen, zum CFC Genua. Noch vor Beginn der Saison 1938/39 zog er sich jedoch einen Bruch von Schien- und Wadenbein zu und bestritt deshalb nur ein Spiel in seiner ersten Serie-A-Saison. Die Verletzung bedeutete für Bertonis Karriere einen Knick, von dem er sich nie wieder ganz erholte. Er spielte zwar bis 1943 sowie 1945/46 für Genoa in der Serie A und bestritt auch die 1944 ausgetragene Kriegsmeisterschaft mit den Grifoni, erzielte dabei jedoch, auch weil er auf vielen unterschiedlichen Positionen eingesetzt wurde, nur noch wenige Tore.
1946 wechselte Bertoni zu Brescia Calcio, ein Jahr später zum Modena FC. In der Saison 1949/50 beendete er schließlich seine Karriere bei Spezia Calcio in der Serie B. Danach arbeitete er 1950/51, 1955 bis 1957 und 1961/62 als Trainer in La Spezia.
Obwohl er nur sechs Länderspiele für Italien bestritt, ist Sergio Bertoni zusammen mit Alfredo Foni, Ugo Locatelli und Pietro Rava einer von nur vier Italienern, die in ihrer Karriere sowohl Weltmeister, als auch Olympiasieger wurden.

## Erfolge
- Olympiasieger: 1936
- Weltmeister: 1938